# Adrian Mutu
Adrian Mutu, född 8 januari 1979 i Călineşti, är en rumänsk före detta professionell fotbollsspelare (anfallare) och numera fotbollstränare. Sedan debuten i det rumänska landslaget 2000 har han spelat totalt 77 landskamper och gjort 35 mål.

## Klubblagskarriär
Mutu slog igenom i de rumänska klubbarna Argeş Piteşti och FC Dinamo Bucureşti i mitten och slutet av 1990-talet. Han värvades därefter till Italien och Inter år 2000. Han gjorde dock aldrig några mål i klubben och såldes samma år vidare till Hellas Verona. Säsongen 2002-2003 tillbringade han sedan i Parma innan Premier League-klubben Chelsea FC med nya ägaren Roman Abramovitj köpte Mutu för cirka 15,8 miljoner pund.
I Chelsea gjorde han fyra mål på sina tre första matcher men gjorde trots detta bara 6 mål på 25 ligamatcher under sin första säsong i klubben. I oktober 2004 testades han sedan positivt för kokain vilket blev början på slutet av hans karriär i den engelska klubben. Han fick sparken av klubben och det engelska fotbollsförbundet stängde av honom i sju månader och dömde honom att betala 20 000 pund i böter. Avstängningen gick ut den 18 maj 2005. I maj 2005 började Chelsea en rättsprocess mot Mutu där de begärde att han skulle betala 8 miljoner pund av övergångssumman de betalat för honom. Mutu har överklagat domen flera gånger. I juni 2010 fastslog en schweizisk domstol att Mutu skulle betala 17 miljoner euro till Chelsea.
I januari 2005, efter att han blivit sparkad av Chelsea, skrev Mutu på ett flerårskontrakt med italienska Juventus. Sommaren 2006 värvades han sedan av Fiorentina. Under sina tre första säsonger i Fiorentina gjorde Mutu 16, 17 respektive 13 ligamål. I januari 2010 fastnade Mutu i en dopningskontroll och stängdes av i ett år.

## Landslagskarriär
Mutu har spelat i mästerskap som EM 2000 och EM 2008.

### Webbkällor
- ”Adrian Mutu”. fussballdaten.de. http://www.fussballdaten.de/spieler/mutuadrian/2011/. Läst 27 januari 2011.

### Fotnoter
1. ↑  ”MUTU-VERONA: FIRMA PER COMPROPRIETA'”. inter.it. Arkiverad från originalet den 13 oktober 2012. https://web.archive.org/web/20121013020011/http://www.inter.it/aas/news/reader?L=it&N=138. Läst 27 januari 2011.
2. ↑  ”Mutu completes Chelsea switch”. bbc.co.uk. http://news.bbc.co.uk/sport2/hi/football/teams/c/chelsea/3145465.stm. Läst 27 januari 2011.
3. ↑  ”Mutu admits cocaine test failure”. bbc.co.uk. http://news.bbc.co.uk/sport2/hi/football/eng_prem/3750588.stm. Läst 27 januari 2011.
4. ↑  ”Mutu given seven-month suspension”. bbc.co.uk. http://news.bbc.co.uk/sport2/hi/football/teams/c/chelsea/3973219.stm. Läst 27 januari 2011.
5. ↑  ”Mutu contests compensation ruling”. bbc.co.uk. http://news.bbc.co.uk/sport2/hi/football/teams/c/chelsea/4544557.stm. Läst 27 januari 2011.
6. ↑  ”Mutu must pay Chelsea euro17M damages in cocaine case”. usatoday.com. http://www.usatoday.com/sports/soccer/2010-06-14-1704562955_x.htm. Läst 27 januari 2011.
7. ↑  ”Italian authorities demand one-year ban for Mutu”. espn.com. Arkiverad från originalet den 25 maj 2012. https://archive.today/20120525110730/http://soccernet.espn.go.com/news/story?id=764306&cc=5739. Läst 27 januari 2011.